# Parque nacional Boonoo Boonoo
Boonoo Boonoo es un parque nacional en Nueva Gales del Sur, Australia, ubicado a 571 km al norte de Sídney.

## Datos
- Área: 44 km²
- Coordenadas: 28°49′03″S 152°10′42″E / -28.81750, 152.17833
- Fecha de Creación: 10 de marzo de 1995
- Administración: Servicio Para la Vida Salvaje y los Parques Nacionales de Nueva Gales del Sur
- Categoría: IUCN: II

Véase también: Zonas protegidas de Nueva Gales del Sur